# Orsara Bormida
Orsara Bormida (L'Ursera in piemontese) è un comune italiano di 381 abitanti della provincia di Alessandria, in Piemonte, sulla riva destra del fiume Bormida.

## Monumenti e luoghi d'interesse
Di rilievo sotto l'aspetto architettonico è la torre di avvistamento del locale castello, eretta nel 1000; nel XIV secolo vi fu aggiunta una seconda torre ottagonale; ha annesso un oratorio. Fa parte del sistema dei "Castelli Aperti" del Basso Piemonte.

## Società

### Evoluzione demografica
Abitanti censiti

## Amministrazione
Di seguito è presentata una tabella relativa alle amministrazioni che si sono succedute in questo comune.
| Periodo        | Periodo        | Primo cittadino | Partito                                 | Carica  | Note  |
| -------------- | -------------- | --------------- | --------------------------------------- | ------- | ----- |
| 25 giugno 1985 | 6 giugno 1990  | Sergio Ragazzo  | Democrazia Cristiana                    | Sindaco | [ 5 ] |
| 6 giugno 1990  | 8 maggio 1993  | Sergio Ragazzo  | Democrazia Cristiana                    | Sindaco | [ 5 ] |
| 18 maggio 1993 | 24 aprile 1995 | Roberto Vacca   | Democrazia Cristiana                    | Sindaco | [ 5 ] |
| 24 aprile 1995 | 14 giugno 1999 | Sergio Ragazzo  | Democrazia Cristiana                    | Sindaco | [ 5 ] |
| 14 giugno 1999 | 14 giugno 2004 | Roberto Vacca   | lista civica                            | Sindaco | [ 5 ] |
| 14 giugno 2004 | 8 giugno 2009  | Roberto Vacca   | lista civica                            | Sindaco | [ 5 ] |
| 8 giugno 2009  | 29 maggio 2014 | Giuseppe Ricci  | lista civica: insieme per orsara        | Sindaco | [ 5 ] |
| 26 maggio 2014 | 26 maggio 2019 | Stefano Rossi   | lista civica: la torre medioevale       | Sindaco | [ 5 ] |
| 26 maggio 2019 | 9 giugno 2024  | Stefano Rossi   | lista civica: torre                     | Sindaco | [ 5 ] |
| 9 giugno 2024  | in carica      | Stefano Rossi   | lista civica: torre su collina alberata | Sindaco | [ 5 ] |

### Altre informazioni amministrative
Ha fatto parte dell'Unione di Comuni Unione dei Castelli tra l'Orba e la Bormida, assieme ad altri cinque paesi: Trisobbio, Montaldo Bormida, Castelnuovo Bormida, Cremolino, Carpeneto.